# Kobylin-Latki
Kobylin-Latki – wieś w Polsce położona w województwie podlaskim, w powiecie wysokomazowieckim, w gminie Kobylin-Borzymy.
W latach 1975–1998 miejscowość administracyjnie należała do województwa łomżyńskiego.
Wierni kościoła rzymskokatolickiego należą do parafii św. Stanisława Biskupa i Męczennika w Kobylinie-Borzymach.

## Historia
Założone prawdopodobnie w XV w. Tworzyły tzw. okolicę szlachecką Kobylino. Pozostałe wsie rozróżnione drugim członem. Nazwa miejscowości pochodzi od nazwiska Wojciecha Latko, żyjącego w I połowie XVI w.
W I Rzeczypospolitej wieś należała do ziemi bielskiej w województwie podlaskim.
W roku 1921 Kobylino-Latki. Naliczono tu 31 budynków z przeznaczeniem mieszkalnym oraz 181 mieszkańców (77 mężczyzn i 104 kobiety). Narodowość polską podało 177 osób, a 4 żydowską.

## Współcześnie
Nieopodal wsi znajduje się Narwiański Park Narodowy.